# Вознесеновка (Бурятия)

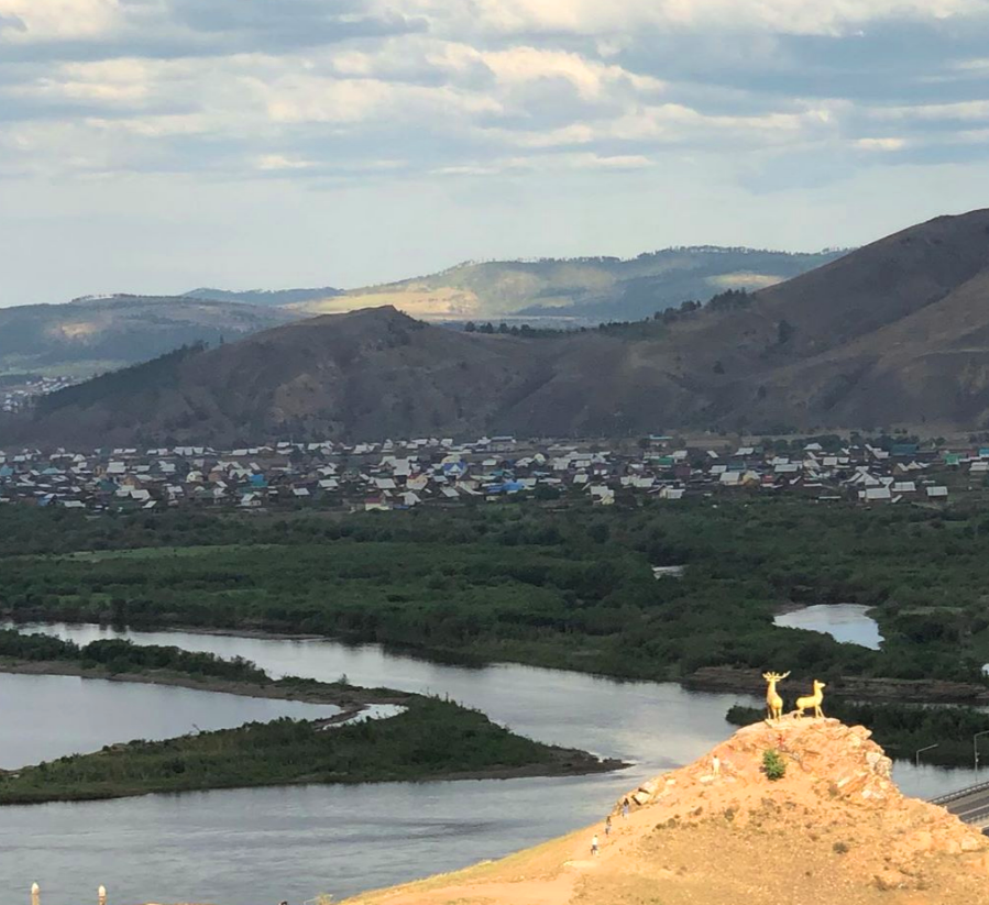
Село Вознесеновка. Тарбагайский район

Вознесе́новка — село в Тарбагатайском районе Бурятии. Входит в сельское поселение «Саянтуйское».

## География
Расположено на правом берегу Селенги в 30 км к северо-востоку от районного центра — села Тарбагатай. В 4 км северо-восточнее села находится центр сельского поселения Нижний Саянтуй, далее в 8 км — граница города Улан-Удэ.
Через Вознесеновку проходит федеральная автомагистраль Р258 «Байкал». В 1,5 км к северу от села расположен мост этой магистрали через Селенгу. Юго-восточнее села к трассе «Байкал» примыкает автодорога на Улан-Удэ.
Вдоль юго-восточной окраины Вознесеновки проходит южная ветка Восточно-Сибирской железной дороги Улан-Удэ — Наушки. В 3 км к юго-западу расположена железнодорожная станция Саянтуй.

## Население

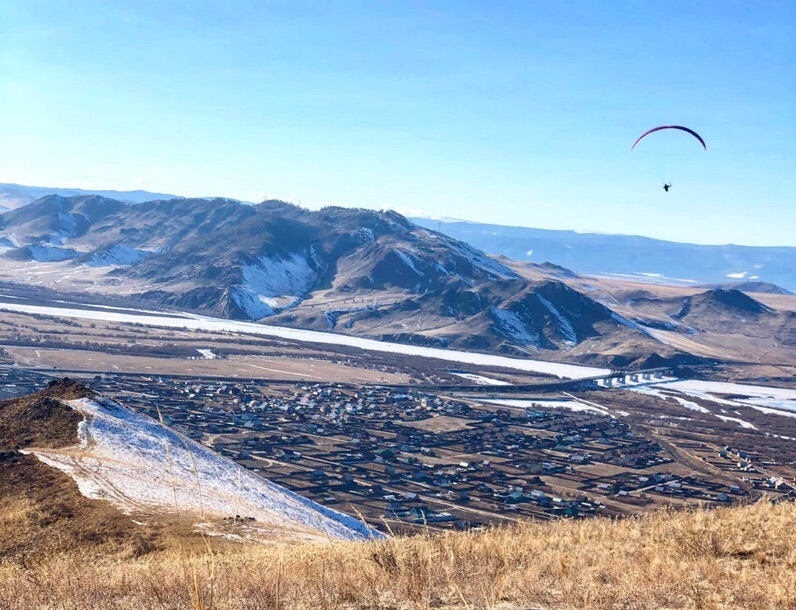
Гора Казачья возле села Вознесеновка Тарбагатайского района

| 2002 | 2010 |
| ---- | ---- |
| 347  | ↗413 |

## Инфраструктура
Начальная общеобразовательная школа.

## Достопримечательности

### Рождественская церковь
Рождественская церковь  —  православный храм,  относится к Улан-Удэнской епархии Бурятской митрополии Русской православной церкви.